# サンテック (フランス)
サンテック （Santec、ブルトン語:Santeg）は、フランス、ブルターニュ地域圏、フィニステール県のコミューン。

## 地理
サンテックはかつて、行政的にも宗教的にもサン＝ポル＝ド＝レオンのミニイ（fr:Minihy、修道院を中心にできた住民の共同体）の一部であった。このミニイにはロスコフも含まれていた。サンテックは17kmもの海岸線を持ち、そのうち14kmは砂浜で、白い砂浜や花崗岩の風景が広がっている。外海から保護された入り江は、多くのプレジャーボートのみならず、余暇や日焼けの愛好家たちの憩いの場となっている。
現在、私有の島であるシエック島は、干潮時に徒歩で小道伝いに行くことができる。海岸沿いにうねる小道は、コミューンにただひとつある港に達する。かつてここはイワシ漁が盛んだった。島にある農家は17世紀からあり、守衛詰所と監視小屋は18世紀の遺構である。
ドッセンの砂浜ではスポーツ愛好家が、サーフィン、ウィンドサーフィン、カイトサーフィンだけでなくヨットや乗馬を満喫できる。

## 由来

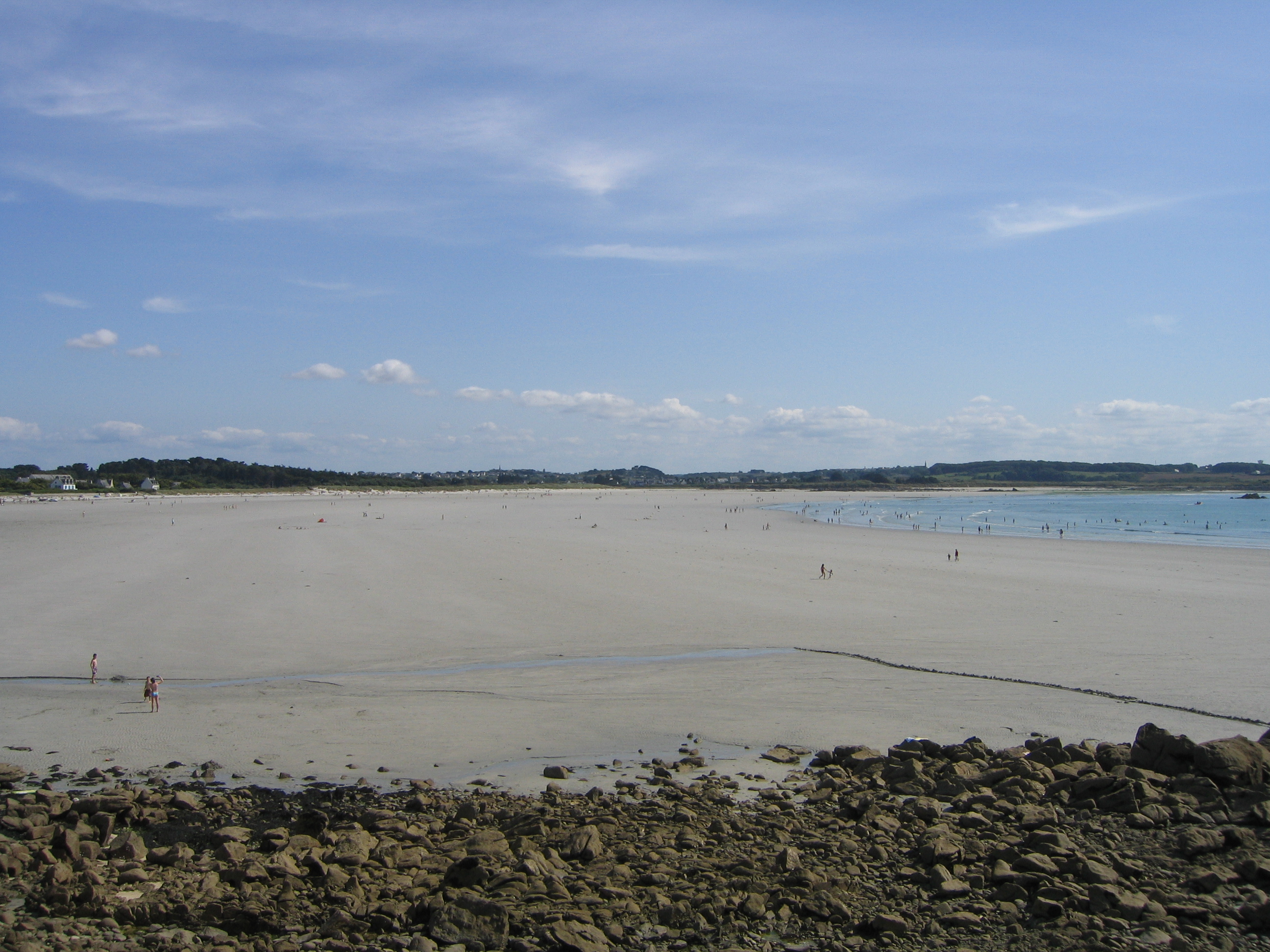
ドッセンの砂浜

サンテックの名は、ブルトン語で聖人を意味するSantと、聖ポル・オレリアン（サン＝ポル＝ド＝レオンの守護聖人）の使徒デカムスを示すEcまたはTecからきている。別の人々は、1625年にはまだ実在していた信仰の場である小さなサンティエック礼拝堂（chapelle de St Hiec）のことだと考えている。何世紀にもわたって複数回の変化を経て、San Hiec"、"San Yec"、"San iec"が現在のSantecとなったのである。

## 歴史
先史時代から、海に向かって伸びるこの突出部で研磨された石など、古いものでは5万年前のものが発掘調査で見つかっている。平らな板状のドルメンで覆われた、乾燥した石を積み重ねた墓は、死者を葬る儀式が営まれた、高度な文明があった証拠である。
1624年、サンテックはサン＝ポル＝ド＝レオンのミニイの中での小教区となった。サンテックはフランス革命中にコミューンが創設されるまで、ずっと小教区であった。
1789年、サンテックはサン＝ポル＝ド＝レオンと、ロスコフの一部として、コミューンとなった。1840年、サンテックはカトリックの教区に格上げされ、1920年にサン＝ポル＝ド＝レオンとロスコフから分離し、コミューンとなった。

## 人口統計
| 1962年 | 1968年 | 1975年 | 1982年 | 1990年 | 1999年 | 2006年 | 2011年 |
| ------ | ------ | ------ | ------ | ------ | ------ | ------ | ------ |
| 2053   | 2032   | 2019   | 2147   | 2208   | 2133   | 2266   | 2304   |

参照元:1999年までEHESS、2004年以降INSEE

## 出身者
- ドゥネ・プリジャン - フランスのシンガーソングライターで、ブルトン語で歌う。

## 姉妹都市
- サン＝ジャン＝ドルプ、フランス